# Борки (Кольський повіт)
Борки (пол. Borki) — село в Польщі, у гміні Коло Кольського повіту Великопольського воєводства.
Населення — 708 осіб (2011).
У 1975—1998 роках село належало до Конінського воєводства.

## Демографія
Демографічна структура станом на 31 березня 2011 року:
|          | Загалом | Допрацездатний вік | Працездатний вік | Постпрацездатний вік |
| -------- | ------- | ------------------ | ---------------- | -------------------- |
| Чоловіки | 355     | 77                 | 258              | 20                   |
| Жінки    | 353     | 78                 | 221              | 54                   |
| Разом    | 708     | 155                | 479              | 74                   |